# Dipsosaurus
Dipsosaurus — рід ящірок родини ігуанових.

## Таксономія
Наразі описано два види:
- Dipsosaurus dorsalis (Baird and Girard), 1852
- Dipsosaurus catalinensis (Van Denburgh, 1922)